# Alma Juventus Fano 1906
Maillots
L’Alma Juventus Fano 1906 était un club de football de la ville de Fano, dans la province de Pesaro et Urbino, dans les Marches. 

## Historique
Le club a été fondé en 1906 sous le nom de Società Ginnastica Alma Juventus Fano, nommé par un professeur de latin "Liceo Guido Nolfi" de Fano.
La première équipe s’appelait Fanum Fortunae, suivie par Emilio Caiani de Milan qui importait le football pas si célèbre.
Le 13 mai 1915 à Circolo di San Paterniano, le patron de la ville, est né le club de football Alma Juventus parmi les jeunes joueurs.
En 1925, la compagnie a couru le premier championnat régional de Marche, Terza Divisione.
En 1930 est inauguré le nouveau stade Borgo Metauro, désormais appelé en hommage à un joueur ayant joué Fano, (stade Raffaele Mancini).
En 1935, elle participa pour la première fois en Serie C à des équipes célèbres telles que Venezia, Vicenza, Rimini, Udinese, Treviso, Ancona, Mantova. Cette année-là, il a également joué un match contre Milan.
Pendant le fascisme, l'aigle avec la poutre était le symbole de l'équipe. Après la Seconde Guerre mondiale, le faisceau a été remplacé par les armoiries.
Fano a passé de nombreuses années en Serie C1 et en Serie C2, mais n'a pas été promu en Serie B. Certaines années, Fano a été relégué en Serie D.
Au cours de la saison 2008-2009, Fano, qui jouait en Serie D, a mené le championnat pendant plusieurs tours. Dans les derniers jours, il a été dépassé par Pro Vasto et a terminé deuxième de la ligue, ce qui lui a permis de jouer les séries éliminatoires et de participer à la Coppa Italia 2009-2010 contre Lumezzane.
Au cours de la saison 2009-2010, la société a été réaménagée dans la Lega Pro Seconda Division après l'échec de certaines entreprises. Les trois dernières saisons dans la Lega Pro Seconda Divisione Fano ont joué dans cette catégorie.